# Indianapolis Jets
Els Indianapolis Jets van ser un antic equip de basquetbol dels Estats Units que van jugar a l'NBA. Varen començar jugant a la NBL amb el nom d'Indianapolis Kautskys abans de participar una temporada a l'NBA. Després van ser substituïts pels Indianapolis Olympians.

## Trajectòria
Notes: G = Guanyats, P = Perduts, % = Porcentatge de victòries
| Any                     | G                       | P                       | %                       | Playoffs                | Resultats               |
| Indianapolis Jets (NBL) | Indianapolis Jets (NBL) | Indianapolis Jets (NBL) | Indianapolis Jets (NBL) | Indianapolis Jets (NBL) | Indianapolis Jets (NBL) |
| ----------------------- | ----------------------- | ----------------------- | ----------------------- | ----------------------- | ----------------------- |
| 1937-38                 | 4                       | 9                       | 0.308                   |                         |                         |
| 1938-39                 | 13                      | 13                      | 0.500                   |                         |                         |
| 1939-40                 | 9                       | 19                      | 0.321                   |                         |                         |
| 1941-42                 | 12                      | 11                      | 0.522                   | 0-2                     |                         |
| 1945-46                 | 10                      | 22                      | 0.312                   |                         |                         |
| 1946-47                 | 27                      | 17                      | 0.614                   | 2-3                     |                         |
| 1947-48                 | 24                      | 35                      | 0.407                   | 1-3                     |                         |
| Indianapolis Jets (NBA) |                         |                         |                         |                         |                         |
| 1948-49                 | 18                      | 42                      | 0.300                   | No classificats         |                         |

## Jugadors importants

### Membres delBasketball Hall of Fame
- John Wooden
- Douglas Lee